# Veverka sluneční
Veverka sluneční (Heliosciurus gambianus) je druh veverkočelistného hlodavce z čeledi veverkovitých (Sciuriidae).

## Popis
Veverka sluneční je olivově hnědě zbarvený druh hlodavce, spodní stranu těla má bílou, okolo očí má bílé kroužky. Na ocase má 14 černých pruhů.

## Způsob života
Veverka sluneční žije v lesích a savanách v téměř celé Africe. Své druhové jméno dostala podle toho, že se ráda vyhřívá na slunci.